# High Hopes (Panic! at the Disco)
High Hopes è un singolo del gruppo musicale statunitense Panic! at the Disco, pubblicato il 23 maggio 2018 come secondo estratto dal sesto album in studio Pray for the Wicked.
Si tratta del brano di maggior successo del gruppo: ha segnato il primato per la canzone col maggior numero di settimane in vetta (65) alla Hot Rock & Alternative Songs di Billboard, delle quali 34 di seguito, risultando il brano rimasto per più settimane di fila in cima alla classifica in assoluto.

## Video musicale
Il video musicale è stato reso disponibile il 27 agosto 2018 tramite il canale YouTube del gruppo ed è stato girato a Los Angeles.

## Tracce
Testi e musiche di Brendon Urie, Jake Sinclair, Jenny Owen Youngs, Lauren Pritchard, Sam Hollander, William Lobbin Bean, Jonas Jeberg, Tayla Parx e Ilsey Juber.
Download digitale
1. High Hopes – 3:10

Download digitale – White Panda Remix
1. High Hopes (White Panda Remix) – 2:56

Download digitale – Don Diablo Remix
1. High Hopes (Don Diablo Remix) – 3:05

Download digitale – Live
1. High Hopes (Live) – 3:22

## Formazione
Musicisti
- Brendon Urie – voce, cori, batteria, pianoforte
- Kenneth Harris – chitarra, cori
- Jake Sinclair – basso, chitarra, cori
- Jonny Coffer – programmazione
- Cook Classics – programmazione
- Ilsey Juber – cori
- Suzy Shinn – cori
- Rob Mathes – corde, arrangiamento del corno
- Bruce Dukov – violino
- Charlie Bisharat – violino
- Julie Gigante – violino
- Jessica Guideri – violino
- Lisa Liu – violino
- Maya Magub – violino
- Serena McKinney – violino
- Helen Nightengale – violino
- Katia Popov – violino
- Tereza Stanislav – violino
- Thomas Bowes – violino
- Warren Zielinski – violino
- Jackie Hartley – violino
- Rita Manning – violino
- Peter Hanson – violino
- Tom Pigott-Smith – violino
- Emlyn Singleton – violino
- Cathy Thompson – violino
- Brian Dembow – viola
- Robert Brophy – viola
- Shawn Mann – viola
- Zach Dellinger – viola
- Peter Lale – viola
- Bruce White – viola
- Steve Erdody – violoncello
- Jacob Braun – violoncello
- Eric Byers – violoncello
- Caroline Dale – violoncello
- Tim Gil – violoncello
- Jason Fabus – sassofono
- Peter Slocombe – sassofono
- Morgan Jones – sassofono
- Mike Rocha – tromba
- Jonathan Bradley – tromba
- Ryan Dragon – trombone

Produzione
- Jake Sinclair – produzione
- Jonas Jeberg – produzione
- Jonny Coffer – produzione
- Rouble Kapoor – ingegneria del suono
- Claudius Mittendorfer – missaggio
- Emily Lazar – mastering
- Rachel White – assistenza al mastering
- Sacha Bambadji – assistenza al mastering
- Amber Jones – assistenza al mastering
- Katie Shape – assistenza al mastering
- Jason Moser – assistenza al mastering

## Successo commerciale
In Italia è stato il 29º singolo più trasmesso dalle radio nel 2019.

## Classifiche

### Classifiche settimanali
| Classifica (2018-19)  | Posizione massima |
| --------------------- | ----------------- |
| Australia             | 7                 |
| Austria               | 3                 |
| Belgio (Fiandre)      | 2                 |
| Belgio (Vallonia)     | 10                |
| Canada                | 5                 |
| Croazia               | 11                |
| Danimarca             | 12                |
| Estonia               | 6                 |
| Finlandia             | 5                 |
| Francia               | 15                |
| Germania              | 5                 |
| Grecia                | 17                |
| Irlanda               | 13                |
| Islanda               | 3                 |
| Italia                | 20                |
| Lettonia              | 8                 |
| Lituania              | 9                 |
| Norvegia              | 15                |
| Nuova Zelanda         | 16                |
| Paesi Bassi           | 5                 |
| Polonia               | 1                 |
| Portogallo            | 20                |
| Regno Unito           | 12                |
| Repubblica Ceca       | 2                 |
| Repubblica Dominicana | 27                |
| Romania               | 44                |
| Russia                | 153               |
| Singapore             | 16                |
| Slovacchia            | 8                 |
| Slovenia              | 3                 |
| Spagna                | 76                |
| Stati Uniti           | 4                 |
| Svezia                | 5                 |
| Svizzera              | 3                 |
| Ucraina               | 19                |
| Ungheria              | 4                 |

### Classifiche di fine anno
| Classifica (2018) | Posizione |
| ----------------- | --------- |
| Australia         | 32        |
| Austria           | 22        |
| Germania          | 54        |
| Regno Unito       | 90        |
| Svizzera          | 72        |
| Classifica (2019) | Posizione |
| Australia         | 71        |
| Austria           | 17        |
| Belgio (Fiandre)  | 16        |
| Belgio (Vallonia) | 37        |
| Canada            | 16        |
| Danimarca         | 38        |
| Francia           | 64        |
| Germania          | 28        |
| Islanda           | 19        |
| Italia            | 63        |
| Lettonia          | 57        |
| Paesi Bassi       | 28        |
| Polonia           | 28        |
| Portogallo        | 86        |
| Repubblica Ceca   | 10        |
| Slovenia          | 13        |
| Stati Uniti       | 11        |
| Svezia            | 34        |
| Svizzera          | 14        |
| Ucraina           | 130       |
| Ungheria          | 9         |